# Nombre premier de Pillai
En arithmétique modulaire, un nombre premier de Pillai est un nombre premier p pour lequel il existe au moins un entier n dont la factorielle est congrue à –1 modulo p mais tel que n ne divise pas p – 1, ou encore :
Par exemple, p = 23 en est un car 14! + 1 = 23 × 3 790 360 487.
Ces nombres portent le nom du mathématicien indien S. S. Pillai, qui demanda s'il en existe. Erdős et Subbarao (en) démontrèrent indépendamment, en 1993, qu'il en existe même une infinité.
Ils forment la suite A063980 de l'OEIS : 23, 29, 59, 61, 67, 71, etc.